# الهيجانة
الهيجانة هي قرية في مرج غوطة دمشق الشرقية، تتبع ناحية النشّابية في منطقة دوما من محافظة ريف دمشق، إعمارها قديم، اكتشف فيها كتابات يونانية ترقى للقرن الثالث للميلاد، كما اكتشف حجر من العصر الروماني، ذكر فيه لاسم (الهيجانة) باللغة اليونانية، تبعد عن العاصمة دمشق حوالي 30 كم إلى الجنوب الشرقي منها.

## معالم
أهم آثار الهيجانة؛
- قصر الإقطاعي حسين بيك الأبش أو ما يسمى بالحانوت ) و هذا الإقطاعي من زمن الأتراك واستمر في الإحتلال الفرنسي حتى الوحدة بين سوريا ومصر و انتهى في زمن التأميم على عهد الرئيس جمال عبد الناصر.

- البير الكبير هو عبارة عن حفرة كبيرة عمقها حوالي عشرة امتار وفي أسفلها كان يوجد سبعة آبار.

- مدرسة تعد من أقدم المدارس في ريف دمشق حيث أسست عام 1945 و دررس فيها الداعية محمد راتب النابلسي.

## هوامش
- تشتهر القرية بكثرة سائقي الشاحنات المبردة على خطوط الخليج.

- تشتهر أيضا بكثرة اليد العاملة فيها أصحاب المهن النجارة والحداد والدهان وأشهر هذه المهن النجارة.

## سكان
تعداد سكاني للقرية منخفض نسبياً، تتواجد فيها ما يقارب 30 عائلة.